# Gonzalo Civila
Gonzalo Martín Civila López (Montevideo, 6 de diciembre de 1984) es un profesor y político uruguayo perteneciente al Partido Socialista del Uruguay (PS), sector integrante Frente Amplio (FA). Desde el 1° de marzo de 2025 es Ministro de Desarrollo Social.

## Biografía
Desde 2010 hasta 2016 se desempeñó como Secretario Político de la Departamental de Montevideo del Partido Socialista. En las elecciones generales de 2014 fue elegido diputado por Montevideo para la legislatura 2015-2020 y en las elecciones generales de 2019 reelecto para la legislatura  2020-2025.
Su educación primaria y media la realizó en el Colegio y Liceo Corazón de María de las Hermanas Educacionistas Franciscanas, ubicado en el barrio Larrañaga de Montevideo. En 2003 ingresó al Instituto de Profesores Artigas, graduándose como Profesor de Filosofía. En el mismo año ingresó a la Facultad de Humanidades y Ciencias de la Educación de la Universidad de la República donde cursó la Licenciatura en Filosofía Opción Investigación. Realizó también seminarios de posgrado en esta materia.
Desde 2006, en su trabajo como docente ha impartido clases de enseñanza media en la educación pública en distintos liceos de Montevideo.
También tiene formación curricular en economía social, desarrollo local y otras temáticas relacionadas. Ha escrito numerosos artículos sobre coyuntura y cuestiones vinculadas a filosofía política y social, participando como expositor en diversos eventos, charlas y conferencias dentro y fuera de su país, destacándose su interés por el pensamiento nacional, popular y socialista en América Latina.
Desde los 15 años realizó trabajos sociales en asentamientos de la capital uruguaya y muy tempranamente militó en política. Afiliado al Frente Amplio desde los 17 años se integró al Comité Néstor Olagüe del barrio Mercado Modelo en el que reside. Durante la década de los noventa trabajó activamente en la campaña contra la privatización de ANCAP, ente petrolero nacional, rechazada por la mayoría de la ciudadanía en la consulta popular realizada en 2003. Se identifica con el socialismo, partido fundado en 1910, militando en el territorio del Seccional 6 de Montevideo del que fue Secretario de Frente Amplio y posteriormente Secretario Político.
A nivel político militó también en la Coordinadora Q del Frente Amplio, integrando su Comisión de Jóvenes y siendo electo como delegado político de la Coordinadora para integrar el Plenario Nacional del Frente Amplio en elecciones abiertas.
En 2007 fue elegido integrante del Comité Departamental de Montevideo del Partido Socialista, y posteriormente designado como Subsecretario de Programa. Luego de la XIII Convención Ordinaria de 2010 fue designado como Secretario Político Departamental, en 2012 fue reelecto en el cargo y lo desempeñó hasta diciembre de 2016. 
Desde 2011 integra el Comité Central del Partido Socialista y desde 2015 el Comité Ejecutivo Nacional.
Dentro del PS, se lo identifica como referente de la corriente denominada habitualmente "garganista" (en homenaje al excanciller senador y presidente del PS Reinaldo Gargano). Dicha corriente, que se asocia con los planteos más de izquierda y marcadamente anticapitalistas dentro del Partido, sostiene posiciones de respaldo crítico al gobierno del Frente Amplio, reivindica la militancia de base entre los trabajadores y sectores populares y se fundamenta en el legado intelectual y político de Vivian Trías.
El 4 de mayo de 2014, fue elegido por la Convención Departamental más numerosa de la historia del Partido Socialista para encabezar la lista 90 de Montevideo a la Cámara de Representantes. El 26 de octubre de ese mismo año, en la primera vuelta de las elecciones nacionales, resultó elegido representante nacional por el departamento de Montevideo por dicha lista, junto con Gabriela Barreiro y Roberto Chiazzaro.
En el marco de su actividad parlamentaria, integra las comisiones de Hacienda y Población y Desarrollo. Ha trabajado en los proyectos de ley de FONDES, Sistema Nacional de Transformación Productiva y Competitividad. También trabajó en el presupuesto quinquenal y en una propuesta referida a la administración de precios en Uruguay.
Ha sido designado por la Asamblea General de su país como Parlamentario del Mercosur.
En marzo de 2019 fue elegido Secretario General del Partido Socialista del Uruguay al vencer por 203 votos a Santiago Soto Baracchini (sobre un total de 2000 votos válidos).
En las elecciones de 2019, fue elegido nuevamente como diputado por el periodo 2020-2025.
En noviembre de 2021, Civila se postuló a la presidencia del Frente Amplio; tuvo por competidores a Fernando Pereira e Ivonne Passada.
En 2022 fue reelecto Secretario General del Partido Socialista.
En diciembre de 2024, Civila fue anunciado por el presidente electo Yamandú Orsi como futuro ministro de Desarrollo Social.
Tiene muy buena relación con el gobernador de la provincia de Buenos Aires Axel Kicillof